# Oko (album)
OKO – debiutancki album warszawskiego zespołu Decadent Fun Club, wydany przez Requiem Records 23 lutego 2024, wyprodukowany przez Leszka Biolika i Bartosza Szczęsnego.

## Lista utworów
1. Tango - 3:45
2. Stamina - 4:22
3. Haj - 3:46
4. UFO - 4:21
5. Szary - 5:10
6. Hydra - 4:48
7. Prawda - 3:31
8. Diabeł - 3:37
9. Oko - 5:57
10. Tam - 4:46 (z gościnnym udziałem Anji Orthodox)

## Twórcy
- Paveu Ostrovsky - wokal
- Mateusz Gągol - instrumenty klawiszowe
- Kamil Cegiełka - perkusja, gitara basowa (6)
- Jakub Lipiński - gitara basowa
- Leszek Biolik - produkcja (1, 2, 3, 4, 7, 8, 10), dodatkowe klawisze (1, 2, 3, 4, 7, 8, 10)
- Bartosz Szczęsny - produkcja (5, 6, 9), dodatkowe klawisze (5, 6, 9)
- Anja Orthodox - wokal (10)
- Jan Łukomski - współkompozytor (1, 2, 3, 4, 5, 7, 8, 9)
- Kalim Durski - inspirator (6)
- Magdalena Piotrowska / Hear Candy Mastering - mastering
- Nowhere Productions - oprawa graficzna